# Spinatimonomma javanum
Spinatimonomma javanum es una especie de coleóptero de la familia Monommatidae.

## Distribución geográfica
Habita en Java (Indonesia).